# La Première Étoile (album)
Pour les articles homonymes, voir La Première Étoile.
Albums de Mireille Mathieu
Sweet Souvenirs of Mireille Mathieu
(1968) Olympia
(1969)
Singles
1. Una canzone
Sortie : 1968
2. Les Bicyclettes de Belsize
Sortie : 1968
3. La Première Étoile
Sortie : 1969
4. Mon bel amour d'été
Sortie : 1969

La Première Étoile est un album de la chanteuse française Mireille Mathieu sorti en 1969 sous le label Barclay.

## Chansons de l'album
Face 1
1. La Première Étoile (André Pascal/Paul Mauriat)
2. Alors ne tarde pas (J. Bouquet/Paul Mauriat)
3. Au bal du grand amour (P.-A. Dousset/Christian Gaubert)
4. Il pleut toujours quand on est triste (P.-A. Dousset/Francis Lai)
5. Veux-tu qu'on s'aime (Jean Dréjac/Michel Legrand)
6. Une rose au cœur de l'hiver (J. Ray/P.-A. Dousset/Les Reed)

Face 2
1. Une simple lettre (André Pascal/Paul Mauriat)
2. Ensemble (Les Reed/J. Bouquet)
3. Combien de temps (F. Gérald/Hamlisch)
4. Una canzone (André Pascal/F. Bracardi)
5. Chanson triste (Davis/Silver/Guy Bontempelli)
6. Tu m'as donné la vie (Pierre Delanoë/Bert Kaempfert/H. Rehbein)